# Tilstandsrapport
En tilstandsrapport er en byggeteknisk rapport, som afdækker en bygnings fysiske tilstand og bl.a. afdækker skader, der nedsætter bygningens værdi nævneværdigt.
Tilstandsrapporten udarbejdes af en beskikket bygningssagkyndig jf. huseftersynsordningen.
Foruden tilstandsrapport er elinstallationsrapport og ejerskifteforsikring lovfæstet i § 2 i lov om forbrugerbeskyttelse ved erhvervelse af fast ejendom m.v.

## Reference
1. ↑  lov om forbrugerbeskyttelse ved erhvervelse af fast ejendom m.v. på retsinformation.dk

| Byggeri og bygningsdele | Spire Denne artikel om byggeri og bygningsdele er en spire som bør udbygges. Du er velkommen til at hjælpe Wikipedia ved at udvide den. |